# Parafia Bożego Ciała w Szczecinie
Parafia pod wezwaniem Bożego Ciała w Szczecinie – parafia rzymskokatolicka w Szczecinie, należąca do dekanatu Szczecin-Niebuszewo, archidiecezji szczecińsko-kamieńskiej, metropolii szczecińsko-kamieńskiej. Została erygowana w 1987. Siedziba parafii mieści się przy ulicy Emilii Plater.